# 진보당 (러시아)
진보당(러시아어: Прогрессивная партия партия)은 진보주의자(прогрессисты)로 이루어져, 1912년에 조직된 온건한 러시아 자유주의자 그룹이었다. 제3차 두마 에는 25명의 의원이, 제4두마에는 48명의 의원이 있었다. 가장 저명한 회원은 Ivan Nikolaevich Efremov, 알렉산드르 코노발로프, 라벨 랴부샨스키였다. 지난 1, 2차 두마에서 진보당은 입헌민주당 과 연정을 맺었고, 제 4차 두마에서 진보 블록(러시아)을 형성했다 2월 혁명 이후 에프레모프와 코노발로프는 임시정부의 일원이 되었다.